# Кубок мира по конькобежному спорту 2007/2008
Кубок мира по конькобежному спорту 2007/08 годов — серия спортивных соревнований по конькобежному спорту. Состоял из 9 этапов.

## Календарь
| Место            | Каток                        | Дата               | 100 м | 500 м | 1000 м | 1500 м | 3к/5к | 5к/10к | командная гонка |             |
| ---------------- | ---------------------------- | ------------------ | ----- | ----- | ------ | ------ | ----- | ------ | --------------- | ----------- |
| Солт-Лейк-Сити   | Олимпийский овал Юты         | 9-11 ноября 2007   |       | 2x    | 2x     | 1x     | 1x    |        |                 | Подробности |
| Калгари          | Олимпийский овал Калгари     | 16-18 ноября 2007  |       | 2x    | 1x     | 1x     | 1x    |        | 1x              | Подробности |
| Коломна          | ЦКС                          | 1-2 декабря 2007   |       |       |        | 1x     |       | 1x     |                 | Подробности |
| Херенвен         | Тиалф                        | 7-9 декабря 2007   |       | 2x    | 1x     | 1x     | 1x    |        | 1x              | Подробности |
| Эрфурт           | Гунда-Ниман-Штирнеман-Халле  | 15-16 декабря 2007 | 1x    | 2x    | 2x     |        |       |        |                 | Подробности |
| Хамар            | Викингскипет                 | 25-27 января 2008  |       | 2x    | 1x     | 1x     |       | 1x     |                 | Подробности |
| Базельга-ди-Пине | каток Базельга ди Пине       | 2-3 февраля 2008   |       |       |        | 1x     | 1x    |        | 1x              | Подробности |
| Инцелль          | Стадион имени Людвига Швабла | 16-17 февраля 2008 | 1x    | 2x    | 2x     |        |       |        |                 | Подробности |
| Херенвен         | Тиалф                        | 22-24 февраля 2008 | 1x    | 2x    | 1x     | 1x     | 1x    |        | 1x              | Подробности |
| Всего            | Всего                        | Всего              | 3x    | 14x   | 10x    | 7x     | 5x    | 2x     | 4x              |             |

## Итоги среди мужчин

### 100 м
| место | спортсмен   | очков |
| ----- | ----------- | ----- |
| 1     | Ли Ган Сок  | 220   |
| 2     | Мика Путала | 220   |
| 3     | Дзёдзи Като | 210   |

### 500 м
| место | спортсмен         | очков |
| ----- | ----------------- | ----- |
| 1     | Джереми Вотерспун | 1080  |
| 2     | Ли Ган Сок        | 775   |
| 3     | Дмитрий Лобков    | 725   |

### 1000 м
| место | спортсмен      | очков |
| ----- | -------------- | ----- |
| 1     | Шани Дэвис     | 840   |
| 2     | Денни Моррисон | 736   |
| 3     | Ян Бос         | 550   |

### 1500 м
| место | спортсмен     | очков |
| ----- | ------------- | ----- |
| 1     | Шани Дэвис    | 460   |
| 2     | Симон Кёйперс | 426   |
| 3     | Марк Туитерт  | 413   |

### 5000 м/10000 м
| место | спортсмен     | очков |
| ----- | ------------- | ----- |
| 1     | Хавард Бокко  | 445   |
| 1     | Свен Крамер   | 430   |
| 3     | Энрико Фабрис | 300   |

### Командная гонка
| место | страна     | спортсмены | очков |
| ----- | ---------- | --- | ----- |
| 1     | Нидерланды | Марк Туитерт, Сьёрд де Врис, Том Принсен, Свен Крамер, Воутер Олде Хеувел, Эрбен Веннемарс, Карл Верхайен, Тед-Ян Блумен | 375   |
| 2     | Канада     | Денни Моррисон, Арне Данкерс, Стивен Эльм,Джастин Варсилевич, Лукас Маковский                                            | 360   |
| 3     | Норвегия   | Хавард Бокко, Генрик Кристиансен, Сверре Хёугли, Микаель Флигинд-Ларсен                                                  | 330   |

## Итоги среди женщин

### 100 м
| место | спортсмен    | очков |
| ----- | ------------ | ----- |
| 1     | Дженни Вольф | 350   |
| 2     | Юдит Хеззе   | 270   |
| 3     | Сихоми Синъя | 175   |

### 500 м
| место | спортсмен         | очков |
| ----- | ----------------- | ----- |
| 1     | Дженни Вольф      | 1460  |
| 2     | Аннетте Герритсен | 928   |
| 3     | Ли Санъхва        | 714   |

### 1000 м
| место | спортсмен      | очков |
| ----- | -------------- | ----- |
| 1     | Анни Фризингер | 1010  |
| 1     | Иреен Вюст     | 602   |
| 3     | Шэннон Ремпель | 516   |

### 1500 м
| место | спортсмен        | очков |
| ----- | ---------------- | ----- |
| 1     | Кристина Гровес  | 555   |
| 2     | Кристина Несбитт | 508   |
| 3     | Иреен Вюст       | 338   |

### 3000 м / 5000 м
| место | спортсмен         | очков |
| ----- | ----------------- | ----- |
| 1     | Мартина Сабликова | 730   |
| 2     | Клаудия Пехштайн  | 490   |
| 3     | Ренате Грёневольд | 355   |

### Командная гонка
| место | страна   | спортсмены | очков |
| ----- | -------- | --- | ----- |
| 1     | Канада   | Кристине Несбитт, Кристина Гровес, Шэннон Ремпель, Синди Классен, Бриттани Шусслер                                                       | 350   |
| 2     | Германия | Анни Фризингер, Клаудия Пехштайн, Даниела Аншутц, Штефани Беккерт, Александра Липп, Катрин Маттшеродт, Моника Ангермюллер, Люссиле Опитц | 330   |
| 3     | Россия   | Екатерина Лобышева, Екатерина Абрамова, Галина Лихачёва, Светлана Кайкан                                                                 | 330   |